# Kasparov
Bas Oskam (poznat kao Kasparov), nizozemski je producent i DJ koji je započeo s produciranjem glazbe sredinom 2006. godine.
Uglavnom producira Hardcore Techno, a u grupi Noisecontrollers, zajedno s Arjanom Terpstraom producira hardstyle. Između ostaloga, on producira u diskografskim kućama Megarave, Asbest Tracks i Offensive Records.
Njegova glazba se kreće vrlo brzo s dance-communityjem. Kada je Bas imao 6 godina, prvo je čuo sintesajzer kompilaciju koja mu se svidjela. 1995. iz hobija je započeo stvarati glazbu na svojemu računalu, ali te pjesme nije mogao slati u diskografske kuće. Promjene su se počele događati kada je 2005. intenzivnije producirao glazbu. Tada su se njegove pjesme povremeno pojavljivale na zabavama.
13. lipnja 2006. objavio je svoju vinilnu ploču Black Noise u diskografskoj kući Asbest Tracks. Ubrzo nakon toga, 21. rujna 2006., objavio je drugu vinilnu ploču Deathrow. U međuvremenu je radio i na projektu Noisecontrollers.

## Diskografija
- 2006.: Black Noise
- 2006.: The World
- 2006.: Soundbending Bitch
- 2006.: Witch Craft
- 2006.: Scotch Attack
- 2006.: Deathrow
- 2006.: Notorious
- 2006.: Trancepussies
- 2007.: Hellraising
- 2007.: Intrusion
- 2007.: Magic
- 2007.: Speaker
- 2007.: Instruments
- 2007.: The Babson Task
- 2007.: Brainproblem
- 2007.: Lobster Logic
- 2008.: Nuke Them!
- 2008.: Die You Motherfucker
- 2008.: Inferno
- 2009.: Manga / The Storyteller
- 2009.: Part Of The Project

## Vanjske poveznice
- Diskografija
- Službena stranica[neaktivna poveznica]